# 화현면
화현면(花峴面)은 경기도 포천시의 면이다.

## 개요
화현면은 포천시의 동쪽 끝자락에 위치하고 있으며 동쪽으로는 가평군과, 북쪽으로는 일동면, 서쪽으로는 군내면, 남쪽으로는 내촌면과 접하고 있는 지역으로 서울과는 46 km, 포천시청과는 20 km 거리에 위치하고 있다.
면적은 총 43.55 km2로 임야 및 농경지가 전체 면적으로 75%를 차지하고 인구의 65%가 농업에 종사하는 전형적인 농촌산간 지역이다. 관내에는 명덕천, 베어크리크 골프장, 운악산 및 운악산 자연휴양림, 운악승마장, 전통술 박물관 등 많은 관광 휴양시설이 산재해 있으며, 경기오악의 하나인 운악산은 매년 등산로 정비사업과 국도 제47호선의 신설로 수도권 도시민의 접근성이 용이해짐에 따라 등산객과 관광객이 지속적으로 증가하고 있고, 향후 이들 관광자원과 주위 여건을 활용한 지역개발의 가능성이 매우 큰 지역이다.

## 법정리
- 명덕리(明德里)
- 지현리(芝峴里)
- 화현리(花峴里): 면사무소 소재지

## 교육
- 지현초등학교
- 화현초등학교

## 관광
- 운악산단풍축제

## 특산물
- 인삼